# Віанос
Віанос (ісп. Vianos) — муніципалітет в Іспанії, у складі автономної спільноти Кастилія-Ла-Манча, у провінції Альбасете. Населення — 412 осіб (2010).
Муніципалітет розташований на відстані близько 220 км на південний схід від Мадрида, 70 км на південний захід від Альбасете.

## Демографія
Динаміка населення (INE ):

## Галерея зображень

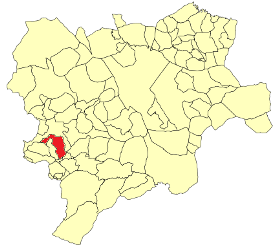
Розташування муніципалітету у провінції Альбасете
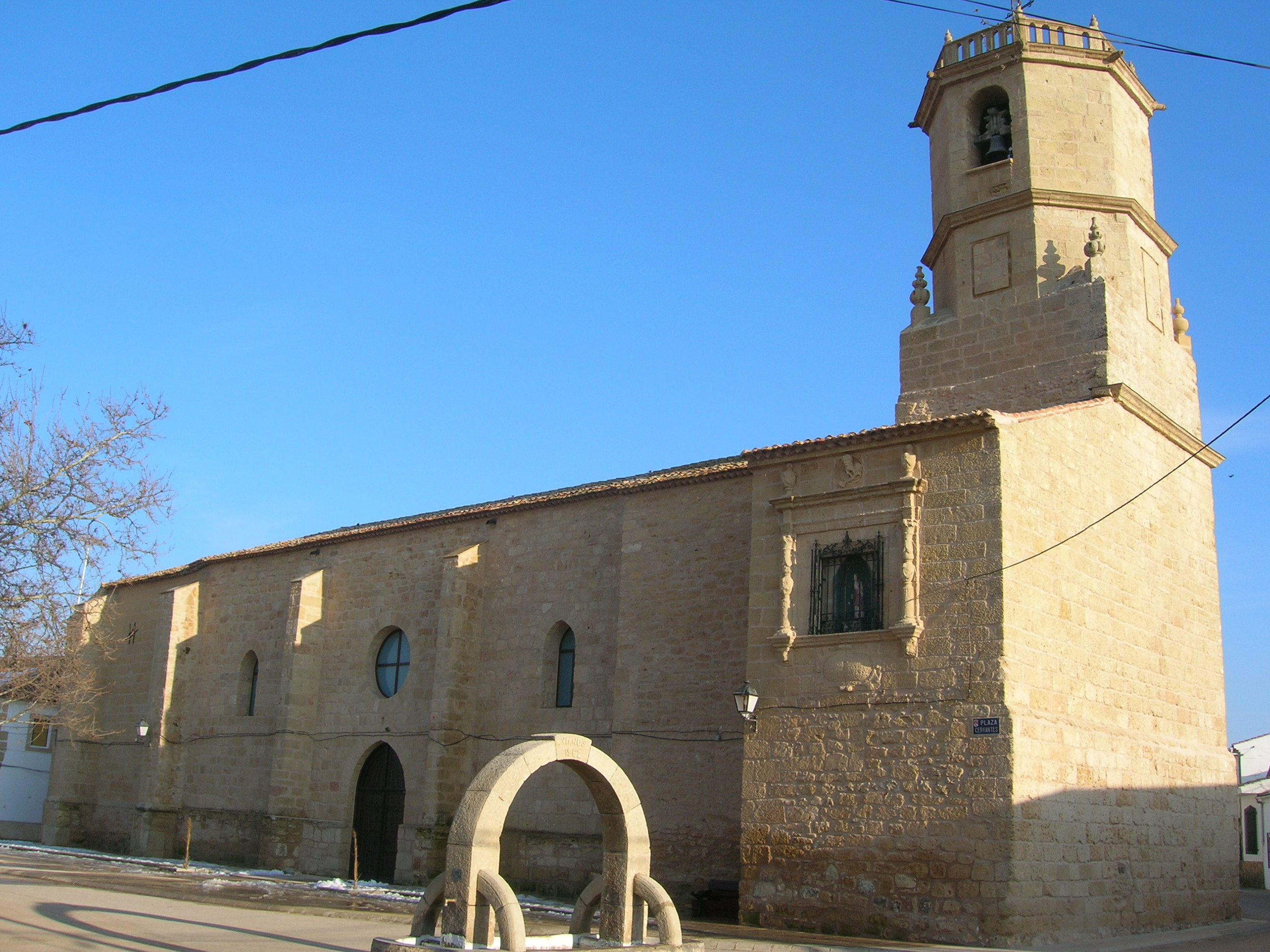
Церква у Віаносі